# Üsenberger

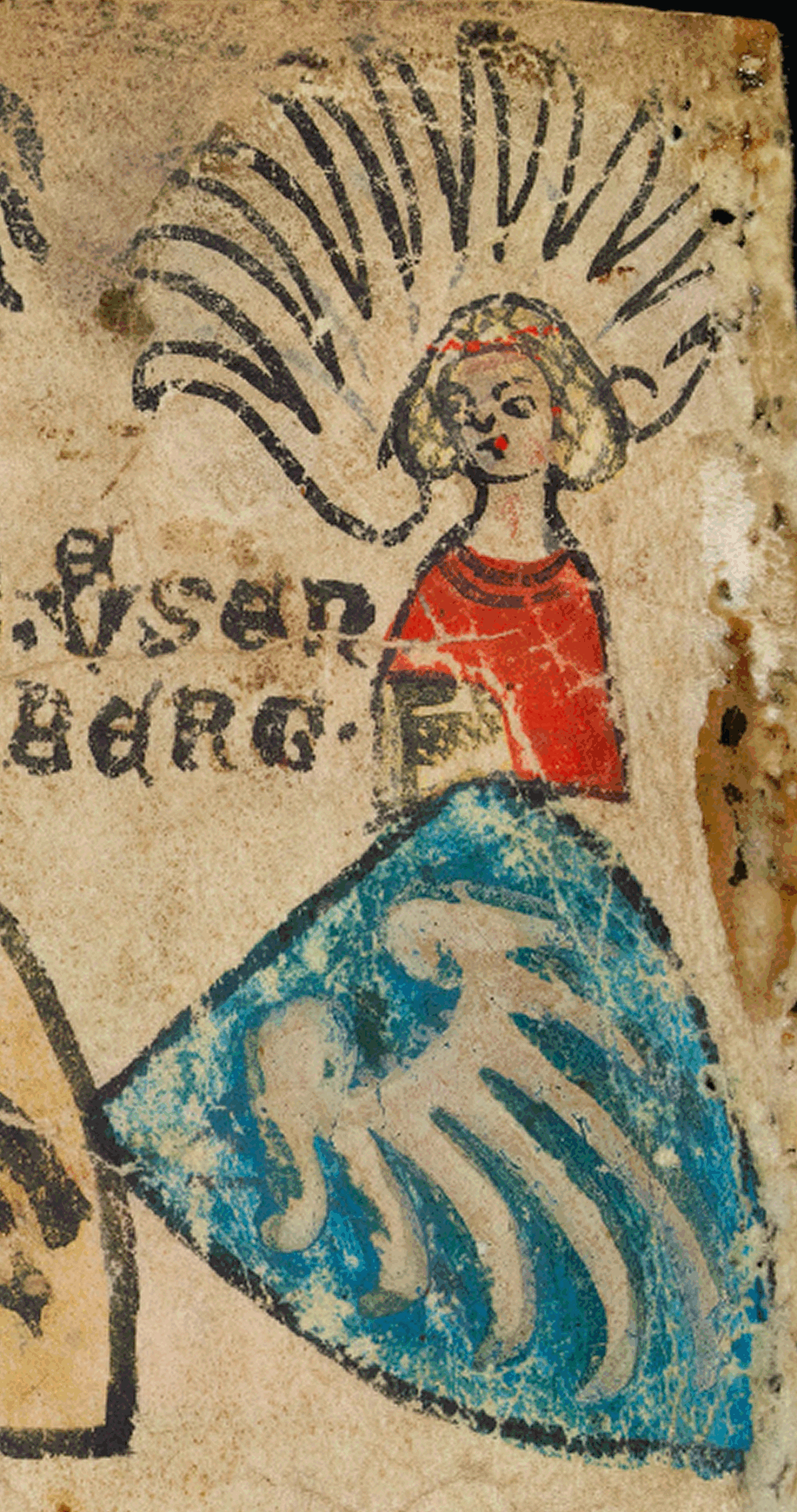
Das Wappen der Üsenberger aus der „Zürcher Wappenrolle“ von 1340

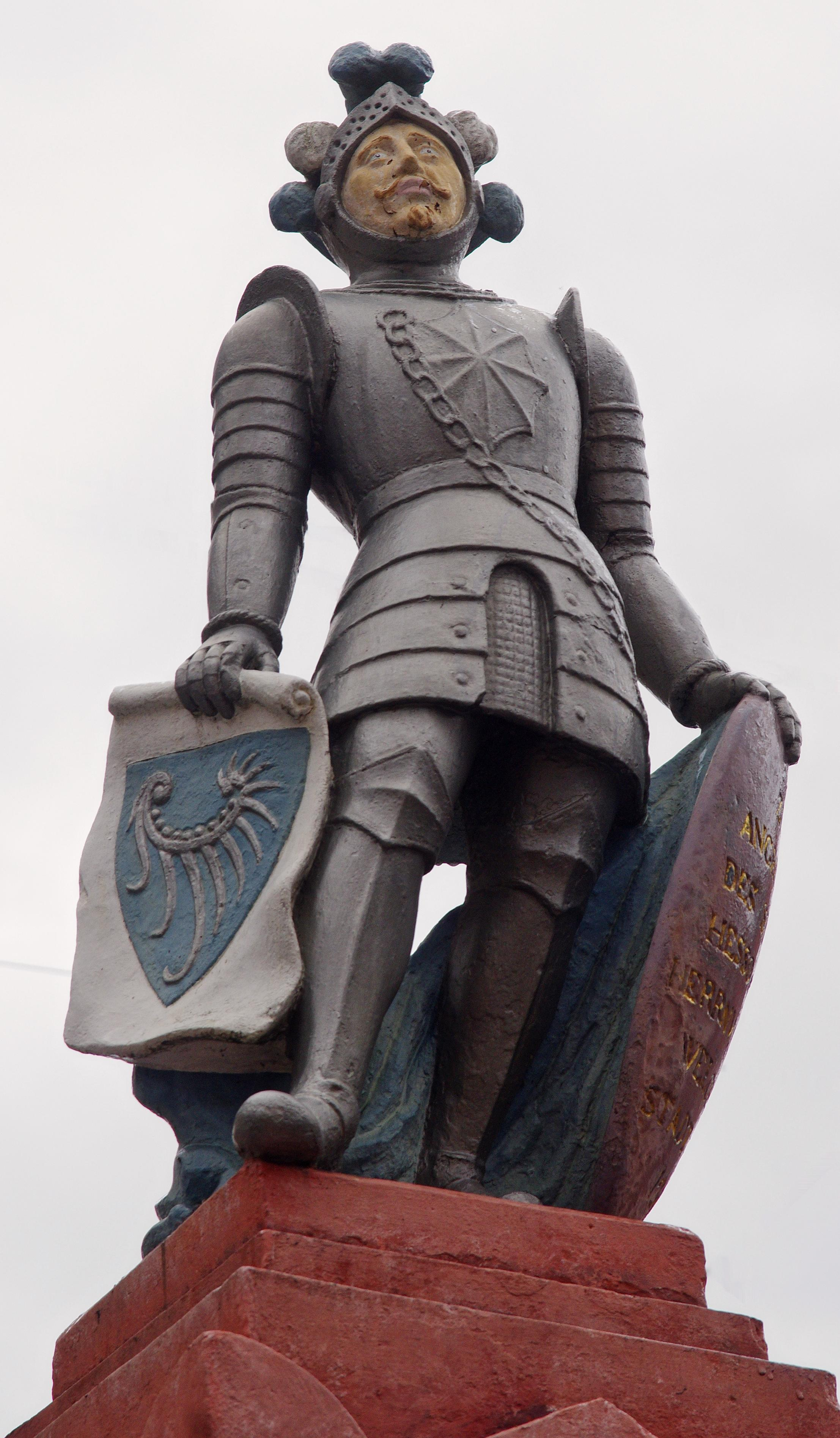
Rudolf II. von Üsenberg auf dem Üsenberger-Brunnen in Kenzingen

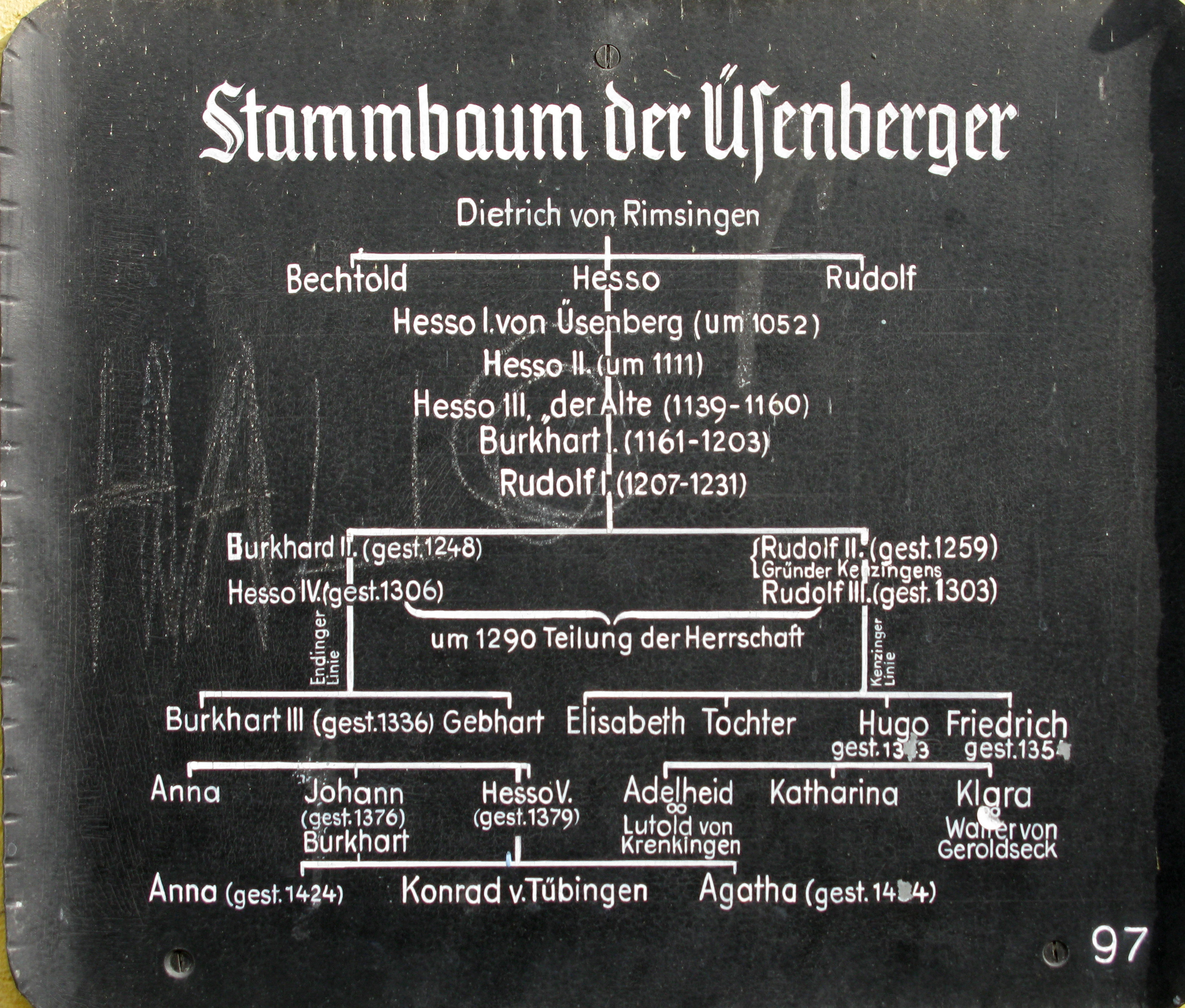
Stammbaum der Üsenberger (Tafel in Kenzingen)

Die Üsenberger, die auch als Herren von Üsenberg bezeichnet werden, waren ein im Breisgau und Markgräflerland bedeutendes Adelsgeschlecht im Zeitraum des 11. bis 14. Jahrhunderts; sie gründeten mehrere Städte wie Kenzingen und Sulzburg.

## Geschichte
Als Vorfahren oder als ein Zweig der Üsenberger gelten die Herren von Rimsingen. Wegen des häufigen Vorkommens des Namens „Hesso“ ist dies auch für das Geschlecht der Hessonen denkbar. Als Stammvater der Üsenberger sowie der Grafen von Nimburg gilt Dietrich von Rimsingen, der im letzten Viertel des 10. Jahrhunderts lebte. Ein Spross der beiden Geschlechter war vermutlich der im 12. Jahrhundert tätige Abt Hesso von Üsenberg. 
Das Geschlecht der Üsenberger gehörte zum freien Adel, sie waren Vasallen des Bischofs von Basel. Sie amteten bereits seit 1052 als Oberschenken des Hochstifts Basel. 1157 gehörte ihnen ein Teil des Kirchensatzes von Riehen.
Der erste Stammsitz des Geschlechts war die nördlich von Breisach auf dem Üsenberg gelegene Üsenburg, die im 11. Jahrhundert erbaut und 1291 zerstört wurde. Von der Burg und dem Berg, auf dem sie stand, sind heute keine Spuren mehr vorhanden. Das Gebiet entspricht dem heutigen Flurnamen Isenberg, auf dem seit 1997 nach dem Abzug der französischen Truppen  aus der Vauban-Kaserne ein Gewerbegebiet entstand.
Nach der Zerstörung dieser Burg übten die Üsenberger ihre Herrschaft von der Burg Höhingen auf dem Schlossberg bei Achkarren im Kaiserstuhl aus. Die Burg wurde 1259 zum ersten Male urkundlich erwähnt. Zu den Besitzungen des Adelsgeschlechts gehörten die Burg Eichstetten, die Kirnburg, die Burg Neuershausen, die Burg Riegel, die Burg Sulzburg und die Burg Weisweil.
Die Stadt Kenzingen wurde im Jahre 1249 durch Rudolf II. von Üsenberg neben dem Dorf Kenzingen auf dem freien Feld gegründet. In der Stadt wird durch einen Brunnen in der Ortsmitte seit 1824 an den Stadtgründer erinnert. Diesen Zeitraum kann man als den Höhepunkt der Macht des Geschlechts betrachten. Auffällig ist auch, dass sie nicht eine Burg bauten, sondern eine befestigte Stadt gründeten, die durch die größere Bevölkerung sowohl einen höheren Verteidigungswert hatte als auch höhere Steuereinnahmen brachte.
Im Zusammenhang mit der Stadtgründung ist auch die Gründung des Frauenklosters Wonnental durch Rudolf II. von Üsenberg zu sehen. Es wird im Jahre 1242 erstmals urkundlich erwähnt. Es ist das Hauskloster und die Grablege der Familie. Ursprünglich ein Dominikanerkloster war es ab 1262 ein Zisterzienserinnenkloster. Nach einer wechselvollen Geschichte wurde es 1806 säkularisiert und fiel an Baden. Die Gebäude wurden dann von einer Rüben- und Zichorienfabrik genutzt, womit dann auch die Industrialisierung in Kenzingen begann. Als das dritte Element des Zentrums der Macht der Herren von Üsenberg ist die Kirnburg zu sehen.
Am Ende des 13. Jahrhunderts, 1291/92, teilte sich die Herrschaft Üsenberg in eine Niedere und eine Obere Herrschaft auf, die man unabhängig voneinander betrachten muss, nachdem zuvor Hesso IV. und Rudolf III. gemeinsam geherrscht hatten. Eine der Voraussetzungen für die Teilung waren die Stadterhebungen von Sulzburg ca. 1283 und Endingen am Kaiserstuhl ca. 1285/86.
Nach der Auftrennung in die Obere Herrschaft – die Endinger Linie, beginnend mit Burkhart II. – und die Niedere Herrschaft – die Kenzinger Linie, begründet von Rudolf II. – begann relativ bald der Niedergang des Geschlechts. Die Kenzinger Linie erholte sich nicht mehr von den Folgen der Schlacht bei Göllheim 1298, in deren Vorfeld die Pflixburg von König Adolf von Nassau an die Üsenberger verpfändet worden war. Im Jahr 1303 überfiel Hugo von Üsenberg mit den Städten Kenzingen und Endingen das Kloster Schuttern. Als Wiedergutmachung erhielt das Kloster die Befreiung von Zoll und Ungeld in den genannten Städten. 1352 verkaufte der letzte männliche Spross der Kenzinger Linie die Stadt Kenzingen an seinen Schwager Heinrich IV. von Baden-Hachberg – ein schlechtes Geschäft für Heinrich, da Friedrich die Stadt von den Habsburgern als Lehen hatte und diese 1365 ihre Ansprüche auf Kenzingen gerichtlich durchsetzten. Die Linie endet mit dem Tode Friedrichs von Üsenberg 1354.
Die Endinger Linie unterlag im „Kaiserstühler Krieg“ von 1320 bis 1322 den Herren von Falkenstein beim Kampf um die Vogtei Bickensohl und den damit verbundenen Schadenersatzforderungen. Hinzu kam, dass 1336 Burg Höhingen, Eichstetten sowie Burg und Dorf Riegel vom Markgrafen von Hachberg, Heinrich IV., verpfändet wurden. Nach dem Freiburger Krieg fiel Endingen an die Habsburger. Hesso V. von Üsenberg war der letzte des Geschlechts; er starb im Jahre 1379.

## Wappen
In blau zwei querliegend ineinander geschobene und mit den Schwingen abwärts gekehrte silberne Flügel. Später kam noch ein goldener Kleestengel hinzu. In dieser Form wurde das Üsenberger Wappen auch in das Wappen des Kurfürstentums Baden aufgenommen, wo es im zweiten Feld des Wappenschildes erscheint und die Herrschaft Üsenberg als Teil Badens symbolisiert.
Auch in einer Anzahl Ortswappen wird der Üsenberger Flügel geführt:

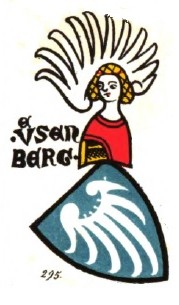
Wappen der Herren von Üsenberg nach der Zürcher Wappenrolle (Runge)
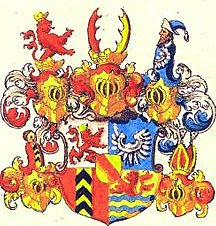
Wappen der Markgrafschaft Baden-Durlach
Wappen des Großherzogtums Baden
Wappen des Landkreises Emmendingen
Wappen von Kenzingen
Wappen von Endingen
Wappen von Herbolzheim
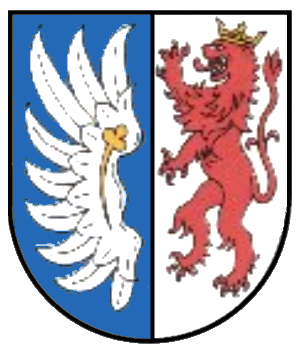
Wappen von Kippenheimweiler
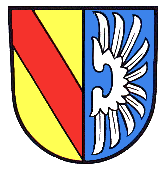
Wappen von Niederrimsingen
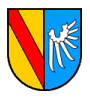
Wappen von Niedereggenen
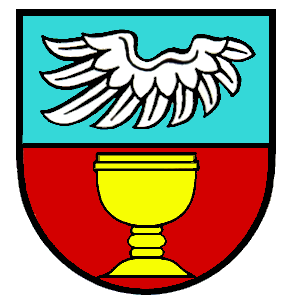
Wappen von Dottingen
Wappen von Arlesheim (Vogtei Birseck)

## Stammtafel
- Dietrich von Rimsingen
  - Bechtold
  - Rudolf
  - Hesso von Eichstetten ⚭ Guta[13]
    - Hesso I. von Üsenberg († 1111)
      - Hesso II.
        - Hesso III. († 1160)[14]
          - Burkhart I. († 1203)
            - Rudolf I. († 1231)[15] ⚭ Helia von Lichtenberg
              - Burkhart II. († 1248) ⚭ unbekannt von Urach
                - Hesso IV. († 1306)
                  - Burkhart III. († 1336)[16]
                    - Anna
                    - Johann († 1376)
                      - Burkhart

                    - Hesso V. († 1379) ⚭ Agnes von Geroldseck (genannt von Tübingen, genannt von Veldenz)
                      - Anna († 1424) ⚭ Konrad II. von Tübingen-Lichteneck († 1449)
                      - Agatha († 1434)

                  - Gebhart

              - Rudolf II. († 1259) ⚭ 1. Kunigunde von Katzenelnbogen († 1253), ⚭ 2. Elisabeth von Lichtenberg[17] († 1270, vgl. Stammliste der Herren von Lichtenberg)
                - Rudolf III. (aus 1. Ehe, † 1296) ⚭ Helica von Lichtenberg
                - Burkhart (aus 1. Ehe, † 1305)
                  - Hesso († 1331)
                    - Burkhart IV. († 1336) ⚭ 1. unbekannt, ⚭ 2. Luggart von Geroldseck
                      - Anna (aus 1. Ehe, † 1356) ⚭ Heinrich IV. von Baden-Hachberg († 1369)
                      - Clementa (aus 2. Ehe) ⚭ 1. Otto I. von Tierstein († 1352), ⚭ 2. Heinrich von Blumeneck († 1363)
                      - Hesso (aus 2. Ehe, † 1379) ⚭ 1. Gisela Malterer († 1363), ⚭ 2. Agnes von Geroldseck
                        - Anna (aus 1. Ehe, † 1400) ⚭ Konrad I. von Tübingen-Lichteneck († 1410)
                        - Anna (aus 2. Ehe, † 1437) ⚭ 1. Werner von Hornberg,[18] ⚭ 2. Reinold VI. von Urslingen († 1442)

                      - Johann (aus 2. Ehe, † 1376) ⚭ Anna von Kirkel

                    - Udelhild ⚭ Johann I. von Schnabelburg, Vogt von Schwarzenberg

                - Anna (aus 1. Ehe) ⚭ Heinrich II. von Baden-Hachberg († 1297/1298)
                - Rudolf IV. (aus 2. Ehe, † 1304) ⚭ Adelheid
                  - Elisabeth ⚭ Heinrich IV. von Rappoltstein und zu Hohenack
                  - Anna ⚭ Heinrich, Herr von Schwarzenberg
                  - Hugo († 1343) ⚭ Sophie von Horburg
                    - Klara († 1350) ⚭ Walter VI. von Geroldseck († 1349)[19]
                    - Katharina ⚭ unbekannt von Landsberg
                    - Adelheid († 1353) ⚭ Luitold II. von Krenkingen († 1360)

                  - Friedrich († 1354) ⚭ Susanna II. von Geroldseck